# 乌兹别克斯坦足球协会
乌兹别克斯坦足球协会，是乌兹别克斯坦足球事务的主管团体，成立于1946年，负责组建乌兹别克斯坦国家足球队，于1994年加入亚洲足球联合会和国际足球联合会。